# Teatro della Pergola
Het Teatro della Pergola is een theater en operahuis in de Italiaanse stad Florence. Het is gelegen in het midden van de stad aan de Via della Pergola.

## Geschiedenis
Het werd gebouwd in 1656 onder leiding van de architect Ferdinando Tacca. De eerste uitvoering in het gebouw was van de opera buffa Il podestà di Colognole van Jacopo Melani. Het operahuis wordt beschouwd als het oudste van Italië; het ligt langer dan 350 jaar op dezelfde plaats.
Aanvankelijk was het een hoftheater, gebruikt door de groothertogen van die tijd. Pas na 1718 werd het geopend voor het publiek. In dit theater vonden de eerste uitvoeringen in Italië plaats van de grote opera's van Wolfgang Amadeus Mozart, en Gaetano Donizetti’s Parisina en Rosmonda d'Inghilterra, Giuseppe Verdi’s Macbeth (1847) en Pietro Mascagni’s I Rantzau hadden hier hun wereldpremières.
Gedurende de negentiende eeuw voerde het huis opera's van de bekendste componisten van die tijd uit, waaronder die van Vincenzo Bellini en Gaetano Donizetti.

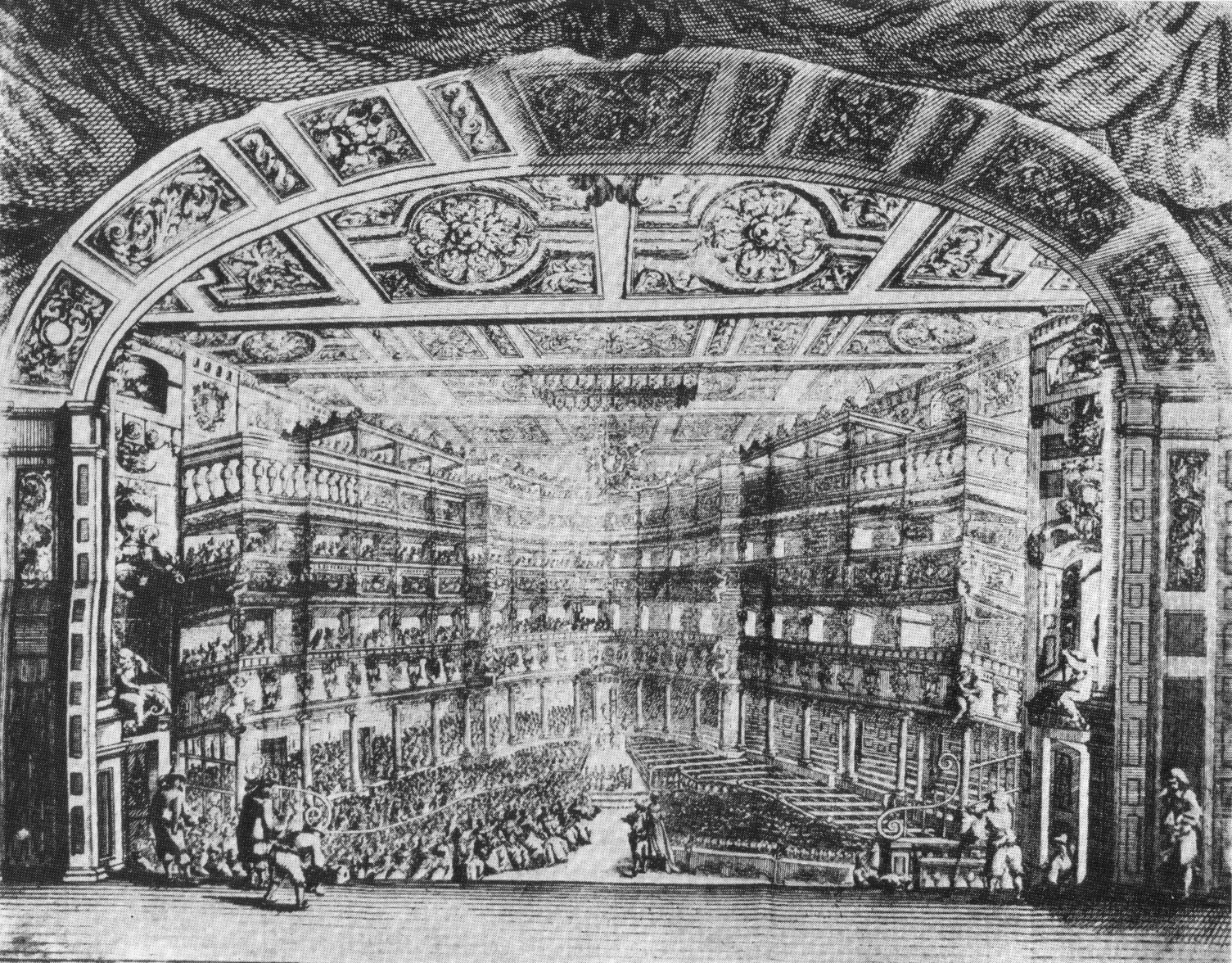
Het podium op een 17e-eeuwse gravure
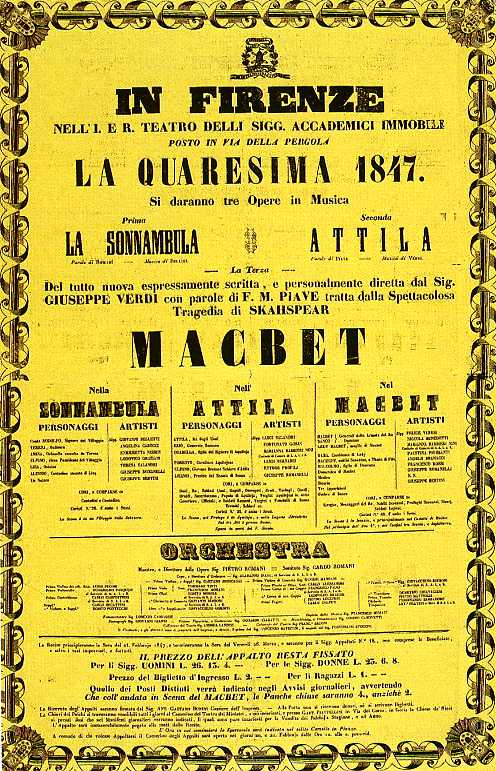
Affiche voor de première van Verdi's Macbeth, 1847

## Beschrijving
Het huidige uiterlijk van de Pergola dateert van de verbouwing van 1857; het heeft het traditionele hoefijzervormige auditorium met drie lagen van loges overdekt met een galerij. Het aantal zitplaatsen beloopt 1.000. Het werd in 1925 tot nationaal monument verklaard en is minstens tweemaal gerestaureerd.
Het theater heeft twee auditoria, de Sala Grande, met 1.500 zitplaatsen, en de Saloncino, een vroegere balzaal gelegen op de eerste verdieping, gebruikt als concertzaal sinds 1804 en voorzien van 400 zitplaatsen.
Heden ten dage geeft het theater een breed scala van omstreeks 250 dramaproducties per jaar, uiteenlopend van Molière tot Neil Simon. Operavoorstelling werden er alleen gegeven gedurende de jaarlijkse Maggio Musicale Fiorentino.

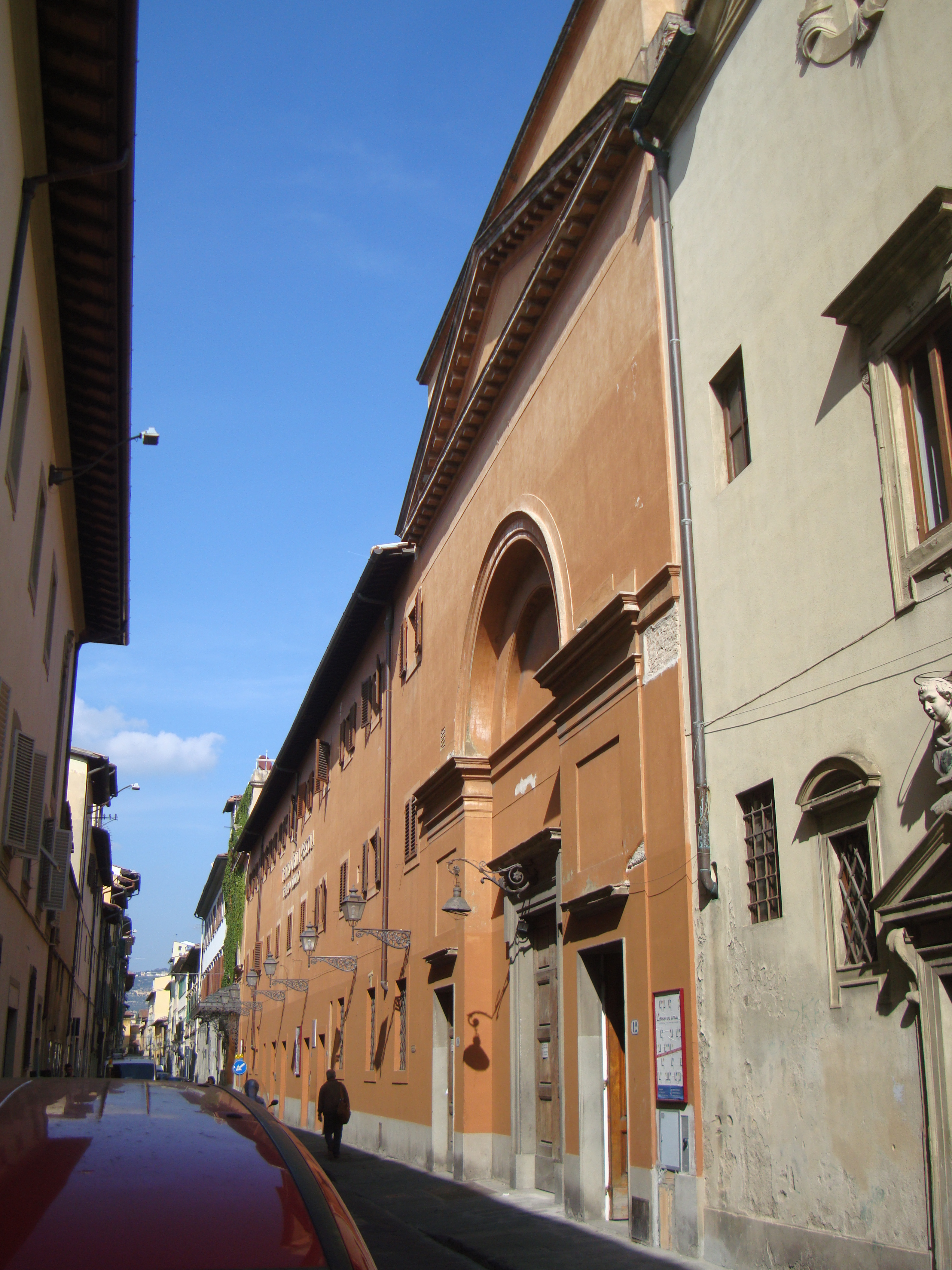
Teatro della Pergola
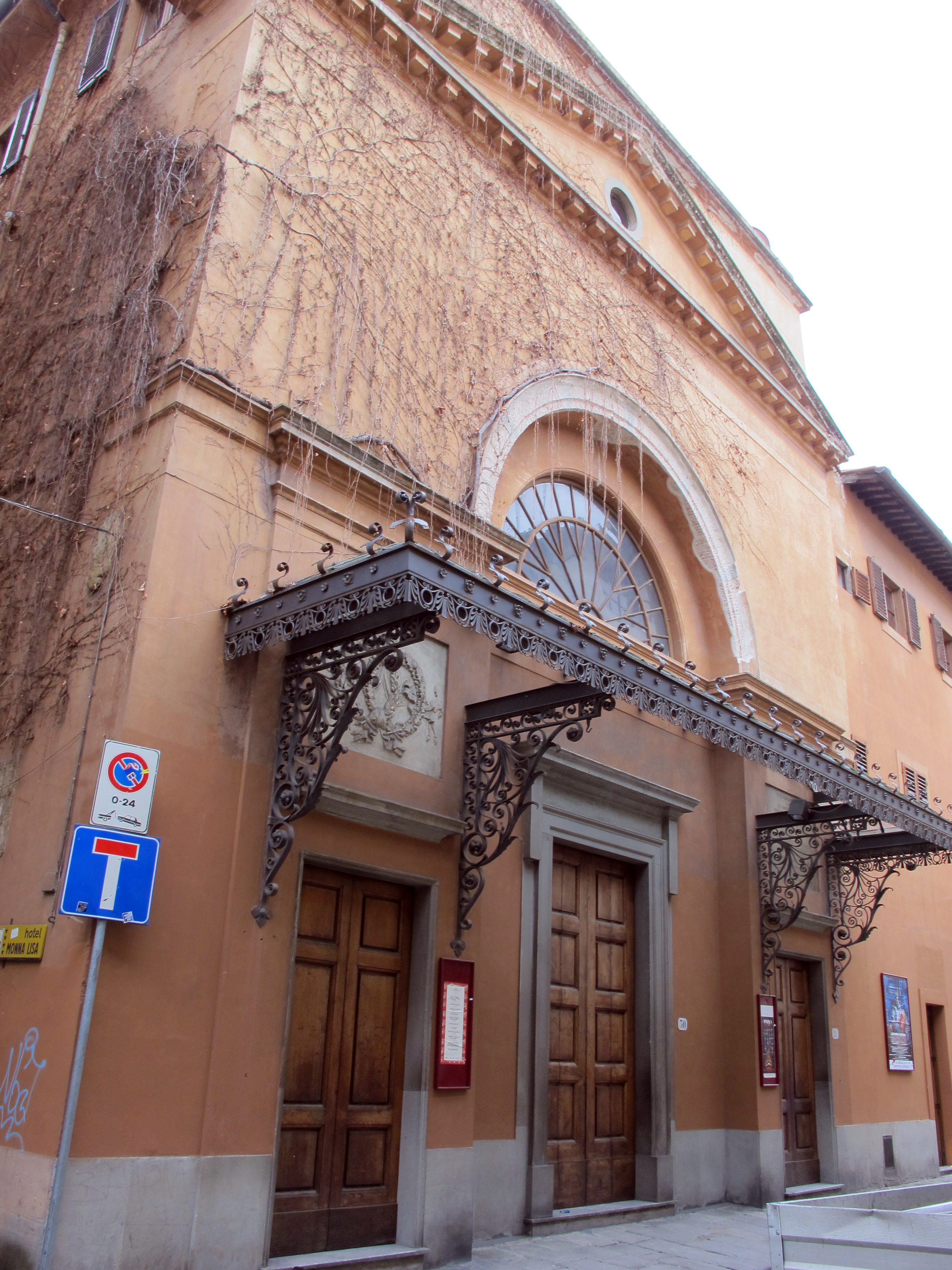
Entree van het theater
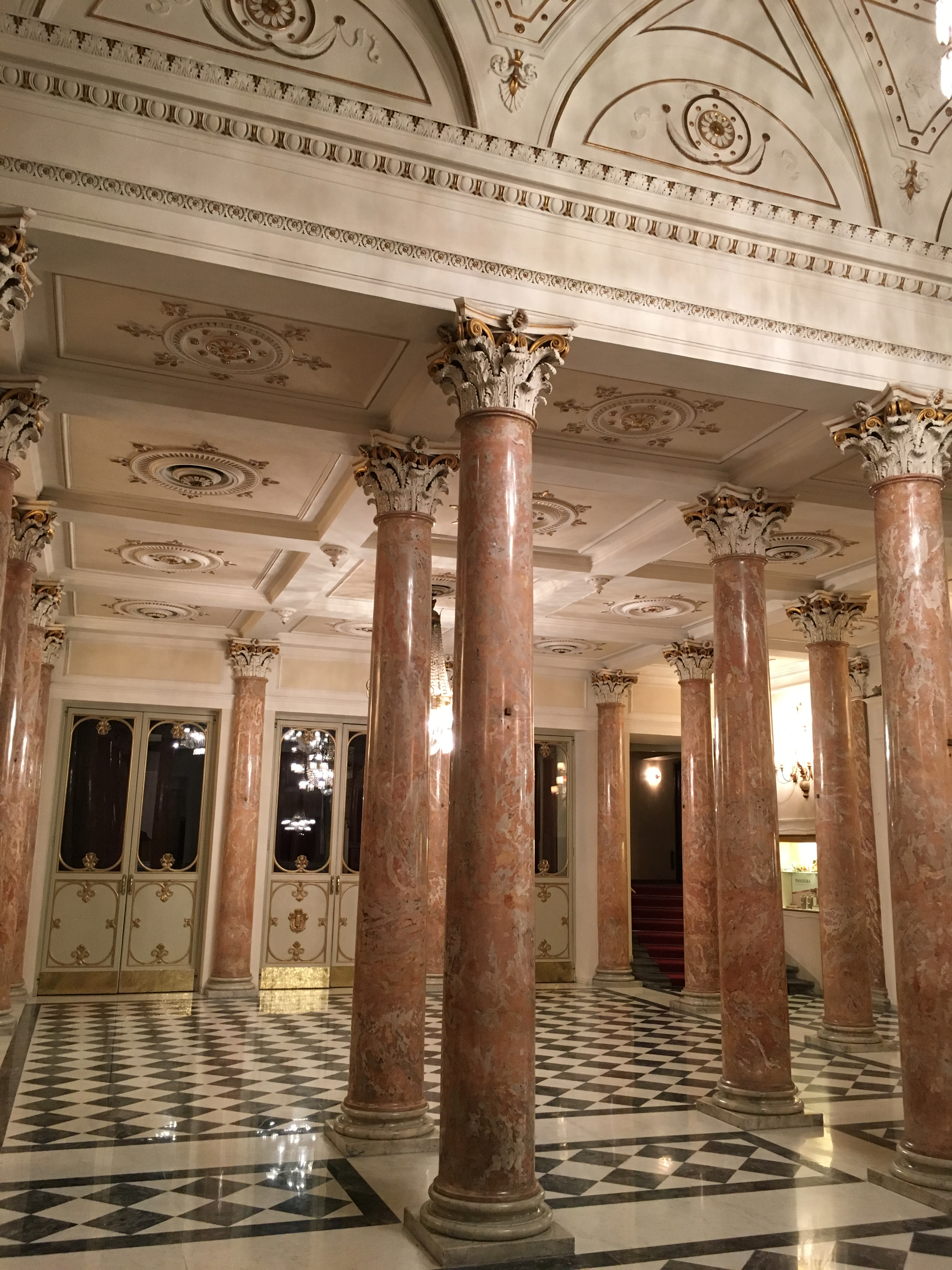
Entreehal
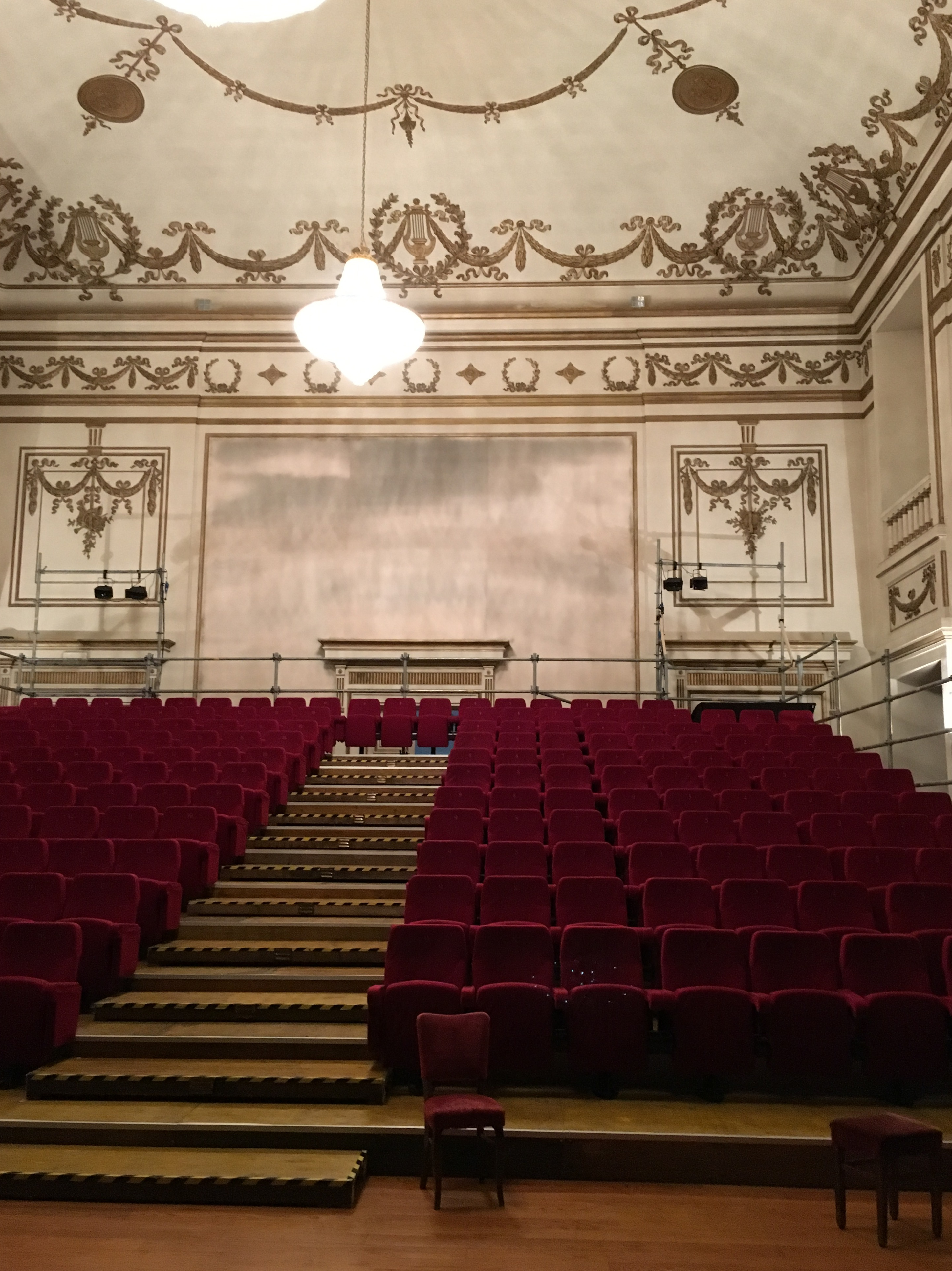
Zaalinterieur